# Ride (musikgrupp)
Ride är en shoegazinggrupp från Oxford i Storbritannien, som hade sin storhetsperiod under den första halvan av 1990-talet.
Bandet bildades 1988 i Oxford av Andy Bell, Mark Gardener, Steve Queralt och Laurence "Loz" Colbert. Efter att ha fått spela förband åt The Soup Dragons, skrev de 1989 kontrakt med det inflytelserika skivbolaget Creation och släppte tidigt påföljande är en självbetitlad debut-EP. Bandet fick genast en hängiven skara anhängare och blev uppskrivna i brittisk musikpress. Ytterligare två EP-skivor släpptes i snabb takt.
Bandets första fullängdsalbum Nowhere släpptes i oktober 1990 och blev en succé både hos kritikerkåren och publiken. Brittisk musikpress utnämnde dem till sina favoriter och kallade dem "The brightest hope" inför 1991. I mars 1992 släpptes så det andra fullängdsalbumet Going Blank Again som i efterhand står sig som en klassiker i shoegazing-genren.
19 november 2014 annonserade Andy Bell på sitt twitterkonto att bandet var återförenat. Under 2015 ger sig bandet ut på en världsturné med start den 22 maj i skotska Glasgow.

## Diskografi
Studioalbum
- 1990 – Nowhere (Sire) (#11 på UK Albums Chart)
- 1992 – Going Blank Again (Sire) (UK #5)
- 1994 – Carnival of Light (Sire) (UK #5)
- 1996 – Tarantula (Sire) (UK #21)
- 2017 – Weather Diaries

Livealbum
- 1995 – Live Light (Mutiny)

Samlingsalbum
- 1990 – Smile
- 1992 – Grasshopper
- 1994 – Cosmic Carnival
- 2001 – OX4  The Best Of Ride
- 2001 – The Box Set
- 2003 – Waves
- 2013 – Original Album Series

EPs
- 1990 – Ride (Creation)
- 1990 – Fall (Creation)
- 1990 – Play (Creation)
- 1990 – Kaleidoscope (Sire)
- 1991 – Vapour Trail (Sire)
- 1991 – Today Forever (Creation)
- 1992 – Leave Them All Behind (Sire)
- 1992 – Twisterella (Creation)
- 1992 – Grasshopper (Sire)
- 1994 – Birdman (Creation)
- 1994 – How Does It Feel to Feel? (Creation)
- 1994 – I Don't Know Where It Comes From [#1] (Creation)
- 1994 – I Don't Know Where It Comes From [#2] (Creation)
- 1996 – Black Nite Crash (Creation)
- 2018 – Tomorrow's Shore (Wichita)

Singlar
- 1990 – "Taste"
- 1991 – "Sight Of You" / "Deliverance" (Creation)
- 2015 – " Vapour Trail - Disintegrated 2015" (Ride Music)
- 2017 – "Home Is A Feeling" (Wichita)
- 2017 – "Charm Assault" (Wichita)